# Johan Bagge
Johan Bagge, född 1707 i Bergen, död 1768 i Drammen, var en dansk tulltjänsteman och medaljgravör.
Han var son till rådmannen Karsten Bagge och från 1741 gift med Mette Maria Dahl. Bagge blev student 1728 och studerade sedan på kunglig bekostnad i utlandet 1735–1739 huvudsakligen för Johann Carl Hedlinger i Stockholm där han även själv undervisade i gravyr. Bagges medaljporträtt kan närmast beskrivas som kopior efter Georg Wilhelm Wahl och Hedlinger. Han var även verksam som silvergravör.    